# Super Bowl XLIX
Super Bowl XLIX – czterdziesty dziewiąty finał o mistrzostwo zawodowej ligi futbolu amerykańskiego NFL, rozegrany 1 lutego 2015 roku na stadionie University of Phoenix Stadium w Glendale w Arizonie. Jest to miejsce rozgrywania domowych spotkań przez Arizona Cardinals.

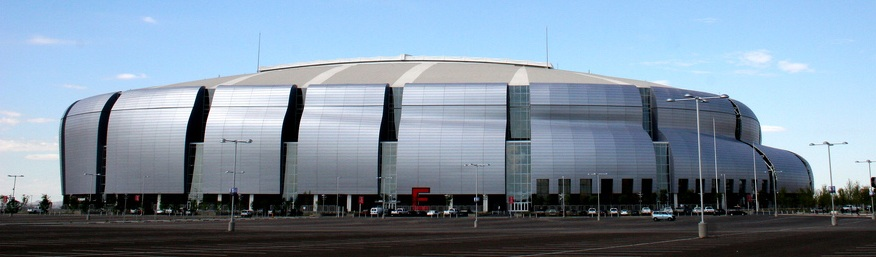
University of Phoenix Stadium - miejsce rozegrania XLIX Super Bowl

Spotkały się w nim zespoły mistrza konferencji NFC, Seattle Seahawks oraz mistrza konferencji AFC, New England Patriots.
Zgodnie z przyjętą konwencją Seahawks, jako przedstawiciele NFC, byli gospodarzem nieparzystego Superbowl. Mecz zakończył się zwycięstwem New England Patriots 28-24. Najlepszym graczem meczu wybrany został quarterback Patriots Tom Brady.
Hymn Stanów Zjednoczonych przed meczem zaśpiewała Idina Menzel, a w przerwie meczu na stadionie wystąpili Katy Perry, Lenny Kravitz i Missy Elliott.